# فاینال فانتزی ۴: بعد از سال‌ها
فاینال فانتزی ۴: بعد از سال‌ها (به انگلیسی: Final Fantasy IV: The After Years) یک بازی رایانه‌ای منتشر شده توسط شرکت اسکور انیکس است. این بازی در تاریخ ‍۱۸ فوریه ۲۰۰۸ عرضه شده و طراح آن تاکاشی توکیتا است.